# Colostygia kitschelti
Colostygia kitschelti är en fjärilsart som beskrevs av Hans Rebel 1934. Colostygia kitschelti ingår i släktet Colostygia och familjen mätare. Inga underarter finns listade i Catalogue of Life.